# Wilton (Maine)
Wilton és una població dels Estats Units a l'estat de Maine (EUA). Segons el cens del 2000 tenia 4.123 habitants.

## Demografia
Segons el cens del 2000, Wilton tenia 4.123 habitants, 1.667 habitatges, i 1.148 famílies. La densitat de població era de 38,6 habitants/km².
Dels 1.667 habitatges en un 31,7% hi vivien nens de menys de 18 anys, en un 54,2% hi vivien parelles casades, en un 11% dones solteres, i en un 31,1% no eren unitats familiars. En el 24,9% dels habitatges hi vivien persones soles el 10,7% de les quals corresponia a persones de 65 anys o més que vivien soles. El nombre mitjà de persones vivint en cada habitatge era de 2,47 i el nombre mitjà de persones que vivien en cada família era de 2,94.
Per edats la població es repartia de la següent manera: un 26,1% tenia menys de 18 anys, un 7,5% entre 18 i 24, un 27% entre 25 i 44, un 26,1% de 45 a 60 i un 13,3% 65 anys o més.
L'edat mediana era de 39 anys. Per cada 100 dones de 18 o més anys hi havia 89,6 homes.
La renda mediana per habitatge era de 34.563 $ i la renda mediana per família de 42.679 $. Els homes tenien una renda mediana de 32.175 $ mentre que les dones 20.300 $. La renda per capita de la població era de 17.702 $. Entorn del 5,6% de les famílies i el 10,4% de la població estaven per davall del llindar de pobresa.